# Chushka (mũi nhô)
Chushka (Чушка) là tên của một mũi nhô thuộc lãnh thổ Nga, nằm trên eo biển Kerch. Nó bắt đầu từ mũi Akhilleon và kéo dài theo hướng Tây Nam ra Biển Đen.
Cái tên "Chushka" bắt nguồn từ việc cá heo thường bị trôi dạt vào khu vực này..
1. ↑  "Село ЧУШКА". www.sea-hotels.ru. Lưu trữ bản gốc ngày 19 tháng 10 năm 2012. Truy cập ngày 29 tháng 2 năm 2016.
2. ↑  "Заложники отравленной земли". macos.livejournal.com — Фотоистории о России и вокруг. Lưu trữ bản gốc ngày 19 tháng 10 năm 2012. Truy cập ngày 29 tháng 2 năm 2016.